# Взятие Якутска (1918)
Взятие Якутска — захват отрядом Красной Армии административного центра Якутской области города Якутска, с целью освобождения заключённых делегатов Совета рабочих депутатов и установления там советской власти.

## Предыстория

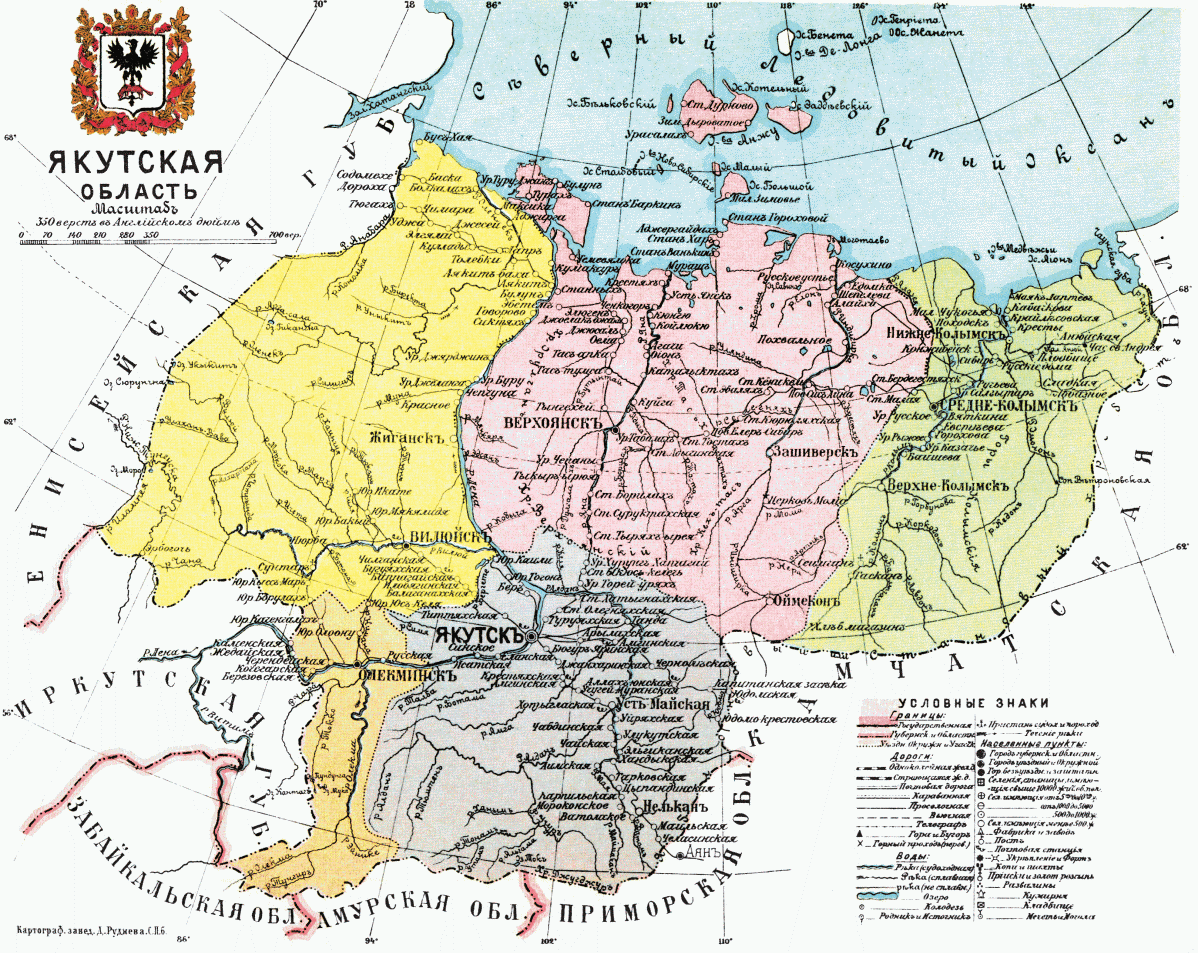
Карта Якутской области, 1913 год.

После Февральской революции в Якутии был сформирован Комитет общественной безопасности (ЯКОБ), выполнявший административные функции. В октябре 1917 года произошла социалистическая революция, Временное правительство России было свергнуто. 6 января 1918 года Учредительное собрание было разогнано и распущено 18 января Советами.
Силами сторонников Учредительного собрания в Якутии в феврале 1918 года вместо ЯКОБ был сформирован Областной совет во главе с В. В. Поповым. Якутский Областной совет высказал поддержку Учредительному собранию и отказался подчиняться большевистским органам власти. В результате военных действий Красной армии в промышленных центрах Сибири была установлена власть большевиков. 26 февраля 1918 года на II-м съезде Советов в Иркутске был избран новый состав Центрального исполнительного комитета Советов Сибири (Центросибирь) и Сибирский Совет Народных комиссаров. Эти органы распространили свою власть на Восточную Сибирь, проводили политику Центрального комитета Российской Коммунистической Партии (большевиков), выполняли директивы ВЦИК и СНК.
21 марта состоялись выборы в якутский Совет рабочих депутатов, по итогу которых, большинство руководящих мест в Совете заняли меньшевики, председателем совета стал меньшевик Н. С. Ершов. Таким образом в Якутске сложилось двоевластие: с одной стороны Областной совет, состоящий из сторонников Февральской революции и имевший реальную власть, и с другой Совет рабочих депутатов, контролируемый в основном меньшевиками, имевший влияние среди местных профсоюзов и признанный Центросибирью легитимной властью. 29 (16) марта все депутаты СРД, за исключением успевшего скрыться Н. С. Ершова были арестованы Областным советом.
Поначалу Центросибирь, якутские меньшевики и большевики, в том числе Н. С. Ершов и М. К. Аммосов, были настроены мирно установить советскую власть. Центросибирь потребовала от Якутского областного совета освободить заключённых депутатов якутского СРД, угрожая в случае неповиновения отправкой экспедиционного отряда и свёртыванием финансирования. П. А. Слепцов (Ойунский) был назначен Центросибирью уполномоченным по мирному установлению советской власти в Якутии. Однако переговоры с Областным советом провалились.
28 мая в Якутск выступил экспедиционный отряд РККА под командованием А. С. Рыдзинского, посланный Центросибирью с целью освободить из заточения членов якутского Совета рабочих депутатов и установить власть советов в Якутии.

#### Вопрос о провозглашении независимости Якутии
Несмотря на то, что в ряде источников, как отечественных, так и зарубежных исследователей указывается, что Якутский Областной совет провозгласил независимость весной 1918 года, данный эпизод является спорным. При этом, в зарубежных источниках даже указывается символика якобы независимой Якутии – чёрно-бело-красный флаг, аналогичный флагу Германской империи того периода. Факт провозглашения независимости является спорным, учитывая, что Якутский Областной совет оказывал симпатию Учредительному собранию, надеясь на его повторный созыв и скорое подавление большевистского восстания. В сентябре 1918 года газета «Якутское земство», издаваемая Якутским областным земским управлением, писала, что из-за почтовиков-сторонников советской власти, в Петрограде имели ложные сведения о сепаратизме в Якутии.

## Ход событий
Отряд Рыдзинского состоял из 109 воинов-интернационалистов: поляков, венгров, евреев, китайцев, корейцев, англичанина, серба, грузин, литовцев, немцев, латышей и русских. В Качуге к отряду Рыдзинского присоединился отряд польской роты в количестве 75 человек, руководимых Янковским, Лесневским, Кательде. В Маче к ним ещё присоединился отряд Красной гвардии из Бодайбо в количестве 117 человек во главе с сербом А. Б. Стояновичем и пяти добровольцев-крестьян. Отряд двигался на машинах, а когда это стало возможно — по реке Лене. В Якутске стали организовывать оборону, создав военный отряд во главе с капитаном П. А. Бондалетовым. Однако быстро созданный отряд не мог противостоять хорошо вооружённым и численно превосходящим красным. В июне отряд Рыдзинского вошёл в пределы Якутской области и 26 июня занял город Олёкминск. Днём 30 июня отряд Рыдзинского высадился в селе Табага и начал наступление на Якутск с трёх сторон.

### Силы сторон
Отряд Рыдзинского превосходил вооруженные силы, оборонявшие город. Его отряд состоял из 400 человек. Силы их противников насчитывали примерно 300 человек, основной силой которых была Якутская областная милиция, состоящая из добровольцев.
Защита Якутска оказалась плохо организована. Областной совет не имел планов обороны города и занимался лишь вопросами собственной эвакуации. Существовали трения и в рядах милиции, городская милиция отказывалась выполнять поручения Областного совета. Расследование событий Якутским земским управлением, отмечало, что в отряде Бондалетова среди русских солдат наблюдалась низкая дисциплина (пьянство, игра в карты). Кадровые русские офицеры враждебно относились к бойцам-якутам. Случались кражи имущества на крупную сумму. Милиция была по большей части вооружена однозарядными винтовками Бердана с 30 патронами на каждого, что не хватило бы для длительного боя.
В отряде Рыдзинского же соблюдалась жёсткая дисциплина, запрещалось употреблять спиртное, каждый из красноармейцев получал жалование два рубля в день. Половина бойцов имела боевый опыт. Отряд был хорошо снабжён продовольствием, благодаря чему красноармейцы по пути не брали пропитание у крестьян. В Киренске двое красноармейцев из отряда украли у жительницы серебряные часы, из-за чего один из них был расстрелян.

### Захват Якутска
Отряд Красной армии без проблем захватил тюрьму и казначейство, однако обороняющие город задержали их наступление около Преображенской церкви и у женской гимназии. Депутаты СРД были освобождены из тюрьмы отрядом Одишария. Наиболее ожесточённое сопротивление красным было оказано в бою у Преображенской церкви, где оказался смертельно ранен командир 1-й роты красных Янковский. Битва за город длилась около трёх часов с 22 часов 30 июня до 2 часов ночи 1 июля.
Бондалетов несмотря на имевшуюся возможность для контратаки, приказал отступать. У Никольской церкви отряд Панкратьева принял отряд Климовского за красных и произвёл огонь по своим.
Рота Стояновича застряла у озера Ытык-Кель, дав в свою очередь убежать милиционерам по Вилюйскому тракту в сторону реки Кенкеме. Подоспевшая к Кенкеме рота Стояновича арестовала Бондалетова, однако основная часть белых сумела скрыться.
В результате город был взят Красной армией, общие потери составили 90 человек.

## Последствия
Бой за Якутск стал первым в Якутии случаем открытого противостояния между белыми и красными. Во главе Якутии встал Совет рабочих депутатов под председательством меньшевика Н. С. Ершова. Советская власть в условиях несформированности, отсутствия значительного влияния большевистских кадров и отсутствия поддержки среди сельского населения, была не в состоянии контролировать обширные территории Якутии, в связи с чем в Колымском округе, в значительной части Верхоянья и Оймяконском районе сохранялась власть Областного совета. 7 июля в Вилюйске советская власть была провозглашена Степаном Аржаковым.
Для обеспечения красных отрядов всем необходимым на богачей города Якутска, сел Марха, Маган и Павловск была наложена контрибуция в сумме 1500 рублей и прогрессивный налог в сумме 7000 рублей на каждый двор для содержания рабоче-крестьянской милиции. В городе Якутске и Якутской области было введено военное положение. Были арестованы и посажены в тюрьму большинство членов Областного совета и его сторонники.
11 июля Иркутск был захвачен белыми. Вышедший 8 июля в срочном порядке на помощь Центросибири отряд Рыдзинского был по пути разбит, а сам Рыдзинский попал в Иркутскую тюрьму. В результате Якутск фактически остался без обороны. 3 августа белогвардейцы под командованием поручика Гордеева заняли Олёкминск и отправили телеграмму в Якутск с требованием отдать власть Временному Сибирскому правительству и Областному совету. 5 августа советами принято решение об эвакуации советской власти в Вилюйск, в результате чего власть в городе была отдана Временному городскому комиссариату. Спустя несколько часов освобождённые деятели бывшего Областного совета восстановили деятельность упразднённых советами органов Временного правительства. 21 августа отряд красных под командованием Г. Молоткова вернулся в Якутск. Однако спустя день отряд белогвардейцев Гордеева занял город, сопротивление которому оказали лишь бойцы Х. А. Гладунова.
В результате в Якутии распространилась власть Временного Сибирского правительства под управлением областного комиссара В.Н. Соловьёва. Белое правительство начало проводить политику белого террора: были арестованы 498 человек, в том числе Платон Ойунский, Максим Аммосов и Степан Аржаков, более 50 человек были расстреляны.
Советская власть в Якутии повторно установится в ходе восстания 15 декабря 1919 года.